# Răucești
Răucești là một xã thuộc hạt Neamț, România. Dân số thời điểm năm 2002 là 8304 người.